# Olivier Legrand
Pour les articles homonymes, voir Olivier Legrand (homonymie) et Legrand.
 (mars 2012).
Si vous disposez d'ouvrages ou d'articles de référence ou si vous connaissez des sites web de qualité traitant du thème abordé ici, merci de compléter l'article en donnant les références utiles à sa vérifiabilité et en les liant à la section « Notes et références ».
Olivier Legrand (né en mai 1954 et décédé le 16 février 2024 à l'âge de 69 ans) est un peintre français.

## Biographie
Olivier Legrand est le fils du compositeur Raymond Legrand et de Paulette Bonimont. Il est le frère de l'écrivain Benjamin Legrand et le demi-frère du compositeur Michel Legrand.
Olivier Legrand apprend la peinture dès son plus jeune âge, mais il rêve d'abord de rock'n'roll. Il débute comme batteur du groupe The Frenchies avec le chanteur Martin Dune (de son vrai nom Jean-Marie Poiré). Le premier disque du groupe s'appelle Lola Cola et sort chez Harvest, un label EMI. Les Frenchies continuent un moment, sans Martin Dune, avec Chrissie Hynde comme chanteuse. Olivier joue ensuite dans quelques groupes parisiens, en particulier avec Jean-Pierre Kalfon dans Monsieur Claude.
Il renonce alors à la musique pour se consacrer totalement à la peinture. Il expose à Paris puis en Suisse, aux États-Unis, à Londres et à Shanghai.

### Vie privée
Après avoir longtemps vécu à Laguna Beach, en Californie, terre de prédilection pour sa peinture hyperréaliste, il vit actuellement dans le sud-est de la France (La Colle-sur-Loup).
Il a trois enfants, Lou, Victoria, chanteuse du groupe alternatif Beach House, et son fils, Alistair, réalisateur.

## Principales expositions
- 1979 : Salon d'automne, Grand Palais, Paris
- 1980 : Salon du dessin et de la peinture à l'eau, Grand Palais, Paris
- 1982 : Galerie Art Sede, Zurich (showing – Andy Warhol, Jim Dine, Jasper Johns, Robert Rosenquist and Man Ray)
- 1983 : Exposition du Groupe Les Autosélectionnistes, Paris
- 1984 : Galerie du Centre, Paris
- 1985 : Éros 85, Festival de l’art érotique, Paris
- 1985 : Dallas Art Expo, Dallas, Texas – Gallery du Centre
- 1985 : New York Art Expo, New York - Gallery du Centre
- 1985 : Flanagan Gallery, Linwood, New Jersey
- 1985 : Elan Gallery, Californie
- 1986 : Galerie du Centre, Paris
- 1986 : New York Art Expo, New York – Gallery du Centre
- 1987 : Galerie du Centre, Paris
- 1987 : New York Art Expo, New York – Gallery du Centre
- 1987 : Los Angeles Art Expo, Los Angeles, Californie – Gallery du Centre
- 1987 : Elan Gallery, Orange County, Californie
- 1988 : Boyd-Sherrel Gallery, Los Angeles, Californie
- 1988 : Elan Gallery, Orange County, Californie
- 1988 : Dyansen Gallery, Los Angeles, Californie
- 1988 : Dyansen Gallery, San Diego, Californie
- 1988 : Dyansen Gallery, New York
- 1988 : Dyansen Gallery, San Francisco, Californie
- 1989 : Dyansen Gallery, New Orleans, Louisiane
- 1991 : Galerie du Centre, Paris
- 1991 : Galerie Eugène Varlin, Paris
- 1992 : Randall Burg Gallery, Los Angeles, Californie
- 1993 : Orange County Art Museum, Californie
- 1994 : Carl Broderick Gallery, Californie
- 1995 : Orange County Art Museum, Californie
- 1995 : Dome Fresque, Olen Company, Californie
- 1996 : Orange County Art Museum, Californie
- 1996 : Nall Art Association, Vence, France
- 1997 : Seattle Art Museum, Seattle, Washington
- 1998 : exposition de l'Union méditerranéenne pour l'art moderne Nice (association fondée par Henri Matisse)
- 2002 : New York Realists Now, Galerie Albert Benamou, Paris/Hirschl & Adler, New York
- 2003 : Gallery One Plus Two, Londres
- 2004 : Gallery Carmichael III – South America
- 2005 : Cynthia Corbett Gallery, Londres
- 2005 : Gallery Charlotte Norberg, Paris
- 2005 : Salon 2005. Exposition des artistes du comité national monégasque de l’AIAP Unesco
- 2009 : Fu Xin Gallery, Shanghai
- 2010 : Galerie 208, exposition collective (Monory, Erro, Furyol), Paris
- 2015 : Galerie GLT
- 2016 : « Traces »[1], galerie Hélène Nougaro, Paris

## Principaux travaux sur commande et collectionneurs
- Commande de Olen Company, Californie – Dome, fresque, hommage aux peintres américains de 1910[3]
- Mécénat de trois par le président de Orange County Art Museum, Californie

### Collections privées
- Yves Rouart, Paris
- Christiane Cellier, Paris
- Jean-Marie Poiré, Paris
- Bushnell, Californie
- Igor Olenicoff, Californie
- Gade, Californie
- John Strahl, Californie
- Michel Leeb